# Piazza Armerina
Piazza Armerina är en ort och kommun i kommunala konsortiet Enna, innan 2015 provinsen Enna, i regionen Sicilien i sydvästra Italien. Kommunen hade 21 775 invånare (2017).